# B Gata H Kei
Yamada, ma première fois  (B型H系, B Gata H Kei, litt. Type : B, Style : H) est un manga japonais publié par Shūeisha, adapté ensuite en anime. L'histoire se focalise sur Yamada, une lycéenne encore vierge qui ne fait que fantasmer sur l'acte sexuel et qui rêve d'avoir 100 partenaires sexuels.

## Synopsis
Yamada, ma première fois  raconte l'histoire de Yamada, une lycéenne japonaise n’ayant jamais eu de rapports sexuels, mais rêvant d’avoir 100 partenaires.
Elle finit néanmoins par ne plus s’intéresser qu’à Takashi Kosuda, rencontré dans une librairie.
Yamada est persuadée que ce dernier est le premier de ses 100 partenaires, et tente donc de se mettre avec lui.

## Personnages

### Famille Yamada
Yamada (山田, Yamada)(doublée par Yukari Tamura)
Yamada est une lycéenne de 15 ans, décrite comme étant obsédée par le sexe, charmeuse et concupiscente. Elle n'a vraiment pas peur de se montrer en public et par ailleurs, voit toutes les autres jolies filles comme des menaces potentielles, en particulier quand elles ont des fortes poitrines (elle-même porte des bonnets B). Malgré l'envie de réaliser son fantasme, son insécurité concernant sa virginité lui fait refuser toute avance de la part des garçons. Yamada pense que le premier pas vers l'accomplissement de son but n'est autre que de perdre sa virginité avec un garçon manquant d'expérience, ce qui la mène à poursuivre un certain Takashi Kosuda. Elle le verra au début comme un instrument pour son désir, mais au cours du temps elle commencera à développer de vrais sentiments pour lui. En dépit de la vie à la maison avec sa sœur plus jeune, Yamada est sans complexes dans ses habitudes licencieuses qui consistent à accentuer des termes sexuels dans le dictionnaire et recueillir des magazines érotiques qu'elle garde dans sa chambre, mais dès qu'elle est confrontée à la réalité (la première fois qu'elle découvre que Kosuda a une érection, par exemple), elle panique et prend la fuite. Dans la série, son prénom n'est jamais révélé.
Dieu du sexe de Yamada (山田のエロ神様, Yamada no Ero-gami)(doublé par Rumi Shishido)
C'est le dieu personnel supposé aider et motiver Yamada dans sa vie sexuelle, même s'il tient plutôt une position de narrateur et n'est jamais entendu par les personnages. Il a l'apparence d'une Yamada miniature mâle en kimono, avec une grosse moustache et flottant sur un nuage rose.
Chika Yamada (山田 千夏, Yamada Chika)(doublée par Asami Shimoda)
Chika Yamada est la petite sœur de Yamada, qui passe son temps à commenter les délires de sa grande sœur et qui contrairement à elle, ramène pleins de garçons à la maison.

### Famille Kosuda
Takashi Kosuda (小須田 崇, Kosuda Takashi)(doublé par Atsushi Abe)
Takashi Kosuda est l'un des camarades de classe de Yamada. C'est aussi le sujet (cobaye) principal de son désir dans toute la série. Caractérisé comme timide, penaud et indécis, il est aussi gentil et essaye souvent de surveiller (regarder) Yamada quand il le peut. Takashi est au départ séduit par ses avances, mais la contradiction des signaux envoyés par Yamada, ainsi que ses barrières de vierge provoqueront en lui confusion et anxiété. Il vit à la maison avec sa grande sœur, Kazuki. Un de ses hobbies est la photographie et il a le vertige.
Dieu du sexe de Kosuda (小須田のエロ神様, Kosuda no Ero-gami)(doublé par Atsushi Abe)
Comme Yamada, Kosuda a également son dieu du sexe, mais contrairement à celui de Yamada, celui de Kosuda est plutôt engourdi.
Kazuki Kosuda (小須田 香月, Kosuda Kazuki)(doublée par Mamiko Noto)
Kazuki Kosuda est la grande sœur de Takashi. Elle est étudiante et vit à la maison avec lui. Elle taquine souvent son frère mais fait malgré tout très attention à lui.
Madame Kosuda (小須田の（母）, Kosuda (Maman))(doublée par Kumiko Nakane)
La maman de Takashi et de Kazuki.

### Famille Miyano
Mayu Miyano (宮野 まゆ, Miyano Mayu)(doublée par Kana Hanazawa)
Mayu Miyano est l'amie d'enfance et voisine de Takashi. Elle est représentée comme une meganekko à la poitrine plantureuse (bonnets F) et l'épouse idéale. Elle est entre autres un cordon bleu hors pair et passe son temps à cuisiner (des pâtisseries incroyable, par exemple) à l'attention de Kosuda, mais n'ose que rarement lui offrir ses réalisations. Mayu est timide et a secrètement des sentiments pour Takashi, mais n'a pas le courage de les lui avouer.
Dieu du sexe de Miyano (宮野のエロ神様, Miyano no Ero-gami)(doublé par Kana Hanazawa)
Comme Yamada et Kosuda, Miyano a également son dieu du sexe qui décrit bien sa personnalité d'épouse dévouée en prenant la forme d'un petit ange ou d'une petite magical girl.
Mahiro Miyano (宮野 真尋, Miyano Mayu)Petit frère de Mayu.

### Famille Kanejou
Kyoka Kanejo (金城京香, Kanejo Kyoka)(doublée par Yū Kobayashi)
Kyouka Kanejou est une étudiante transférée après avoir vécu des années aux États-Unis. Elle se sent humiliée de ne pas avoir été élue reine de l'école et en veut à Yamada pour lui avoir pris la première place. Elle est issue d'une famille très riche et conçoit comme une obligation le fait d'être toujours la première. Elle est secrètement amoureuse de son frère Keiichi pour qui elle voue une admiration sans borne. Ainsi, elle garde dans le château où elle réside une pièce secrète remplie de tableaux et de statues à l'effigie de son frère.
Keichi Kanejo (金城圭一, Kanejo Keichi)(doublé par Tomoaki Maeno)
Keiichi Kanejou est le frère ainé de Kyouka resté aux États-Unis.
Ichihara san (市原 さん, Ichihara san)(doublée par Kumiko Nakane)
Ichihara san est la domestique de Kyouka qui lui est totalement dévouée mais est consternée par l'amour interdit de celle-ci pour son frère.

### Autres personnages
Miharu Takeshita (竹下 美春, Takeshita Miharu)(doublée par Yui Horie)
Miharu Takeshita est la meilleure amie de Yamada. Malgré les activités de cette dernière, Miharu fait tout son possible pour lui venir en aide, allant même jusqu'à inviter Takashi à un double rendez vous à la piscine. Par moments elle fait elle aussi partie des cobayes de Yamada, à cause de sa généreuse poitrine (bonnets F). Miharu a aussi un petit ami dont elle parle rarement pour éviter de stimuler les fantasmes obsessionnels de Yamada.
Daisuke Matsuo (松尾大佑, Matsuo Daisuke)(doublé par Yutaka Koizumi)
Daisuke Matsuo est le petit copain de Miharu.
Akai Sensei (赤井 先生, Akai Sensei)(doublée par Yuko Gibu)
Professeur titulaire de la classe de Yamada et Kosuda. Elle a 25 ans et n’a toujours pas de fiancé tant elle consacre son énergie à ses élèves.
Kouta Akimoto  (秋本 コウタ, Akimoto Kouta)(doublé par Kouta Ooshita)
Camarade de classe et ami de Kosuda. Plutôt beau garçon, c'est un fervent fan de Yamada, à cent lieues d'imaginer que celle-ci puisse-t-être intéressée par Kosuda, vu le côté insignifiant de ce dernier.
Kaori Sakai (坂井 香織, Sakai Kaori)(doublée par Miki Hase)
Camarade de classe et amie de Yamada.
Maki Kobayashi (小林 真希, Kobayashi Maki)(doublée par Hiroko Kusunoki)
Camarade de classe et amie de Yamada.
Mami Misato (三郷 まみ, Misato Mami)(doublée par Megumi Iwasaki)
Camarade de classe. Petite et optimiste, elle est très intéressée par les garçons, mais son manque de maturité physique fait que ce n'est pas réciproque.
Aoi Katase (片瀬 葵, Katase Aoi)(doublée par Izumi Kitta)
Camarade de classe et amie de Mami Misato. Elle est toujours prête à ré-freiner la libido irréaliste de celle-ci.

## Manga
La série est écrite par Yōko Sanri et est publiée depuis 2003 au Japon dans le magazine seinen Young Jump. Les différents chapitres de la série ont ensuite été publiés au sein de neuf tankōbon (volumes reliés), dont le premier volume est sorti le 18 février 2005 et le dernier le 18 mars 2011.

## Anime

### Doublage
|                  | CD Drama        | TV Anime      |
| ---------------- | --------------- | ------------- |
| Yamada           | Masumi Asano    | Yukari Tamura |
| Takashi Kosuda   | Sōichiro Hoshi  | Atsushi Abe   |
| Miharu Takeshita | Kaori Mizuhashi | Yui Horie     |
| Mayu Miyano      | Mai Kadowaki    | Kana Hanazawa |
| Kazuki Kosuda    | Sayaka Ohara    | Mamiko Noto   |
| Chika Yamada     | Kana Asumi      | Asami Shimoda |
| Kyōka Kanejō     | Minori Chihara  | Yū Kobayashi  |

### Liste des épisodes
| No. | Ép# | Titre français                                                             | Titre japonais                                             | Titre japonais                                                   | Date de 1re diffusion |
| No. | Ép# | Titre français                                                             | Kanji                                                      | Rōmaji                                                           | Date de 1re diffusion |
| --- | --- | -------------------------------------------------------------------------- | ---------------------------------------------------------- | ---------------------------------------------------------------- | --------------------- |
| 1   | 1a  | Un garçon rencontre une fille. Offre-moi ta première fois !"!!             | ぼーい♂みーつ♀がーる あなたの『初めて』私にちょうだい！！  | Bōi mītsu gāru. Anata no "hajimete" watashi ni chōdai!!!         | 1er avril 2010        |
| 1   | 1b  | Super plan d'après cours ! Et si on commençait par un baiser ?             | 放課後大作戦！ とりあえずキスしましょ？                    | Hōkago daisakusen! Toriaezu kisu shimasho?                       | 1er avril 2010        |
| 2   | 2a  | Allons à la piscine. Tuveux me voir en maillot ?                           | そうだ！プールに行こう 私の水着、見たいよねっ！            | Sōda! Pūru ni ikō. Watashi no mizugi, mitai yo ne!               | 8 avril 2010          |
| 2   | 2b  | Une rivale apparaît ! Qui est cette fille au bonnet F ?                    | ライバル出現 誰よ？あのFカップ！？                         | Raibaru shutsugen! Dare yo? Ano F kappu!?                        | 8 avril 2010          |
| 3   | 3a  | Approche soudaine dans le noir. Une activité un peu dangereuse ?           | 暗室で急接近！ちょっとキケンな部活動！？                   | Anshitsu de kyūsekkin! Chotto kiken na bukatsudō!?               | 15 avril 2010         |
| 3   | 3b  | Un festival scolaire excitant ! C'est moi la reine du lycée !              | 燃える文化祭！学園の女王はこの山田（わたし）！！           | Moeru bunkasai! Gakuen no joō wa kono watashi!!                  | 15 avril 2010         |
| 4   | 4a  | Une veille de Noël excitante. Quel goût a mon 1er baiser ?                 | ときめく聖夜 ファーストキスって、なんの味？                | Tokimeki seiya Fāsuto kisu-tte, nan no aji?                      | 22 avril 2010         |
| 4   | 4b  | Je ne peux pas rentrer ainsi ! Allons au parc de l'amour !                 | このままじゃ帰れない！ いちゃラブ公園に行こうよ！          | Kono mama ja kaerenai! Icha rabu kōen ni iIkō yo!                | 22 avril 2010         |
| 5   | 5a  | Une Saint Valentin de larmes et de sueur. Encore plus d'amour pour Yamada. | 汗と涙のバレンタイン ヤマダより愛？をこめて！              | Ase to namida no Barentain! Yamada yori ai? wo komete            | 29 avril 2010         |
| 5   | 5b  | Affûte ton pouvoir sexuel ! Cette sensation est nouvelle pour moi.         | 磨けエロパワー！ こんな感覚、初めてなの…                   | Migake ero pawā! Konna kankaku, hajimete nano...                 | 29 avril 2010         |
| 6   | 6a  | Voici Kanejô ! Ses scintillements m'énervent !                             | 金城さんが来る！あのキラキラが許せない！                   | Kanejō-san ga kuru! Ano kirakira ga yurusenai!                   | 6 mai 2010            |
| 6   | 6b  | Derrière ce sourire rose se cache... Le sombre secret d Kanejô.            | バラ色の笑顔の裏に・・・金城の黒い秘密！！                 | Bara-iro no egao no ura ni...... Kanejō no kuroi himitsu!!       | 6 mai 2010            |
| 7   | 7a  | La grande bataille des maillots ! Je ne perdrai pas face à toi !           | スク水で大決闘！アンタにだけは絶対負けない！               | Sukumizu de daikettō! Anta ni dake wa zettai makenai!            | 13 mai 2010           |
| 7   | 7b  | Souvenirs des jours d'été... Retour à la nature pour Yamada !              | 夏の日の思いで・・・山田、野生に帰る！                     | Natsu no hi no omoide...... Yamada, yasei ni kaeru!              | 13 mai 2010           |
| 8   | 8a  | Super ! Le voyage scolaire ! On ne pourra jamais être seuls....            | わーーい、修学旅行だ！二人っきりになれなくて・・・         | Wāi, shūgaku ryokō da! futarikkiri ni narenakute...              | 20 mai 2010           |
| 8   | 8b  | Yamada je t'ai... Ce voyage est plein d'agitation !                        | 俺、山田の事が、す・・・すったもんだの珍道中！             | Ore, Yamada no koto ga, su... suttamonda no chindōchū!           | 20 mai 2010           |
| 9   | 9a  | Non devant tout le monde... Je n'ai pas dit que je ne t'aimais pas...      | そんな！みんなの見てる前で 嫌いなんて言ってないじゃん･･･秋 | Sonna! Minna no miteru mae de... Kirai nante ittenai jan... Aki  | 27 mai 2010           |
| 9   | 9b  | Avoir ses chances au festival de sport ! Fais comme tu veux...             | 体育祭にかけろ！好きにすればいいじゃん…秋                  | Taiikusai ni kakero! Suki ni sureba ii jan... Aki                | 27 mai 2010           |
| 10  | 10a | La famille Kanejô. Le secret étincelant du frère riche !                   | 金城家の一族 セレブな兄のキラキラな秘密！                  | Kanejō-ke no ichizoku. Serebu na ani no kirakira na himitsu!     | 3 juin 2010           |
| 10  | 10b | En route vers l'amour ? Pas touche à mon Kosuda !                          | 恋する途中？ 私の男（コスダ）に手を出すな！！              | Koi suru tochū? Watashi no Kosuda ni te wo dasu na!!             | 3 juin 2010           |
| 11  | 11a | Le réveillon de Noël de la 2-H. Amène-moi au lit !                         | ２年H組のクリスマス・イブ あたしをベッドにつれてって♥      | Ninen etchigumi no kurisumasu ibu. Atashi wo beddo ni tsuretette | 10 juin 2010          |
| 11  | 11b | Kanejô regarde ? Un direct qui repousse les limites ?                      | 金城さんが見てる！？ 限界ギリギリ『生』放送！              | Kanejō-san ga miteru!? Genkai girigiri "Nama" hōsō!              | 10 juin 2010          |
| 12  | 12a | Le monde tourne seulement pour nous. Adieu... B Gata H Kei.                | 僕らのために世界は回る さよなら…B型H系                     | Bokura no tame ni sekai wa mawaru. Sayonara... B gata H kei      | 17 juin 2010          |
| 12  | 12b | Yamada devient un ange ! Adieu, B gata H Kei.                              | 天使になった山田！ さらば！B型H系！！                      | Tenshi ni natta Yamada! Saraba B gata H kei!!                    | 17 juin 2010          |
| 12  |     |                                                                            | 神様！ B型H系よ、永遠(とわ)に                              | Kamisama! B gata H kei yo, towa ni                               | 17 juin 2010          |

### Musique

#### Générique de début
- Oshiete A to Z (おしえて A to Z?) par Yukari Tamura

#### Générique de fin
- Hadashi no Princess (裸足のプリンセス, Hadashi no Purinsesu?) par Yukari Tamura